# 複製起点認識複合体
複製起点認識複合体または複製開始点認識複合体（ふくせい きてん/かいしてん にんしきふくごうたい、英: origin recognition complex、略称: ORC）は、ATP依存的に複製起点に結合する、複数サブユニット（6サブユニット）からなるDNA結合複合体であり、すべての真核生物と古細菌に存在する。この複合体のサブユニットは、ORC1、ORC2、ORC3、ORC4、ORC5、ORC6遺伝子によってコードされている。ORCは真核生物におけるDNA複製の中心的な構成要素であり、細胞周期を通じて複製起点のクロマチンに結合したままである。
ORCはゲノム全体にわたってDNA複製を指揮する因子であり、複製の開始のために必要である。複製起点に結合したORCは、Cdc6、Tah11（Cdt1）、Mcm2-Mcm7複合体（MCM）を含む、複製前複合体（pre-RC）の組み立ての基礎として機能する。G1期におけるpre-RCの組み立ては、S期のDNA合成に先立つ染色体の複製ライセンス化に必要である。細胞周期によって調節されたサイクリン依存性キナーゼCdc28によるOrc2、Orc6、Cdc6、MCMのリン酸化は、DNA複製の開始、G2/M期中の再開始の防止を調節している。
ORCは細胞周期を通じて複製起点に結合した状態であるが、有糸分裂の終盤とG1期の初期にだけ活性がある。
酵母では、ORCは接合型に関する遺伝子座Hidden MAT Left（HML）とHidden MAT Right（HMR）のサイレンシングの確立にも関与している。ORCは、サイレンシングタンパク質Sir1をHMLとHMRのサイレンサーへリクルートすることによって、転写的にサイレンシングされたクロマチンの組み立てに関与する。
Orc1とOrc5がATPを結合するが、ATPアーゼ活性を持つのはOrc1だけである。Orc1のATP結合は、ORCのDNAへの結合に必要であり、細胞の生存に必須である。Orc1のATPアーゼ活性はpre-RCの形成に関係している。Orc5のATP結合は、ORC全体としての安定性に重要である。複製起点への結合にはOrc1からOrc5までのサブユニットのみが必要であり、Orc6は形成されたpre-RCの維持に必要である。ORC内の相互作用からは、Orc2-3-6がコア複合体を形成していることが示唆される。

## タンパク質
ORCには次のようなタンパク質が存在している。 
| 出芽酵母 （Saccharomyces cerevisiae） | 分裂酵母 （Schizosaccharomyces pombe） | キイロショウジョウバエ （Drosophila melanogaster） | 脊椎動物   |
| ------------------------------------- | -------------------------------------- | -------------------------------------------------- | ---------- |
| ORC 1-6                               | ORC 1-6                                | ORC 1-6                                            | ORC 1-6    |
| Cdc6                                  | Cdc18                                  | Cdc6                                               | Cdc6       |
| Cdt1/Tah11/Sid2                       | Cdt1                                   | DUP                                                | Cdt1/RLF-B |
| Mcm2                                  | Mcm2/Cdc19/Nda1                        | Mcm2                                               | Mcm2       |
| Mcm3                                  | Mcm3                                   | Mcm3                                               | Mcm3       |
| Cdc54/Mcm4                            | Cdc21                                  | DPA                                                | Mcm4       |
| Cdc46/Mcm5                            | Mcm5/Nda4                              | Mcm5                                               | Mcm5       |
| Mcm6                                  | Mcm6/Mis5                              | Mcm6                                               | Mcm6       |
| Cdc47/Mcm7                            | Mcm7                                   | Mcm7                                               | mcm7       |

古細菌のORCとMcmは単純化されており、そのためpre-RCも単純である。真核生物のように6つの異なるMcmタンパク質が擬対称のヘテロ六量体を形成するのではなく、古細菌のMCMの6つのサブユニットはすべて同一である。通常、Cdc6とOrc1の双方と相同なタンパク質が複数存在しているが、その一部が双方の機能を果たす。真核生物のORCとは異なり、常に複合体を形成しているわけではない。事実、古細菌のORCが複合体を形成するときは、多様な複合体が形成される。Sulfolobus islandicusは、複製起点の1つを認識するためにCdt1のホモログも利用する。

## 自律複製配列

### 出芽酵母
自律複製配列（autonomously replicating sequences、ARS）は出芽酵母で最初に発見されたもので、ORCが正しく機能するために不可欠である。これらの100–200塩基対の配列は、S期の間の複製活性を促進する。ARSは出芽酵母の染色体のどの場所にでも配置することができ、配置された部位からの複製を促進する。中でも11塩基対の高度に保存された配列（Aエレメントと呼ばれる）が出芽酵母での起点としての機能に必須であると考えられている。ORCはもともと、出芽酵母のARSのAエレメントに結合するものとして同定された。

### 動物
動物細胞のARSははるかに謎めいており、保存配列はまだ発見されていない。動物細胞では、複製起点はレプリコンクラスターへと集合する。各クラスター内ではレプリコンの長さは類似しているが、クラスター間ではレプリコンの長さは大きく異なる。これらのクラスターはS期に同時に活性化される。

## 複製前複合体の組み立てに関する役割
ORCはMCM複合体（pre-RC）のDNAへのローディングに必須である。この過程は、ORC、Cdc6、Cdt1に依存しており、ATPによって制御されたいくつかのリクルートイベントを伴う。まず、ORCとCdc6は複製起点のDNA上で複合体を形成する。ORC/Cdc6複合体は、この部位へCdt1/Mcm2-7をリクルートする。ORC/Cdc6/Cdt1/Mcm2-7からなる巨大な複合体（OCCM複合体）が形成されると、ORC/Cdc6/Cdt1は一体となってMcm2-7をDNAへロードし、この過程でCdc6によってATPが加水分解される。Cdc6のATPアーゼ活性はORCと複製起点DNAの双方に依存している。これによってCdt1のDNA上での安定性が低下し、ロードされたMcm2-7を残して複合体から解離する。Mcm2-7は最初にロードされた状態ではDNAを完全に取り囲んでおり、ヘリカーゼ活性は阻害されている。S期には、Mcm2-7複合体はヘリカーゼのコファクターであるCdc45、GINSと相互作用し、複製起点のDNAを巻き戻して一本鎖DNAを作り出し、複製を開始させる。複製を双方向で行うために、この過程は複製起点で2度起こる。どちらのローディングも1つのORCによって媒介され、1度目のイベントと同じ過程が行われる。これまでにORC、MCM、そして中間体となるOCCM複合体の構造が解かれている。

## 関連文献
- Bell, Stephen P.; Dutta, Anindya (July 2002). “DNA Replication in Eukaryotic Cells”. Annual Review of Biochemistry (Annual Reviews) 71:  333–374. doi:10.1146/annurev.biochem.71.110601.135425. PMID 12045100. "A comprehensive review of molecular DNA replication"